# Stanislas Czerniewicz
Stanislas Czerniewicz (en polonais: Stanisław Czerniewicz, né le 15 août 1728 à Kowno en Pologne (actuelle Lituanie) et décédé le 7 juillet 1785 à Staiki en Pologne (actuelle Biélorussie) est un prêtre jésuite polonais. Il fut vicaire général de la Compagnie de Jésus en Russie, de 1782 à sa mort, en 1785.

## Biographie

### Formation et premières années
Après ses études secondaires, Czerniewicz entre au noviciat des jésuites de Wilno le 16 août 1743. Suivant le cours traditionnel de la formation jésuite, il fait la philosophie (1747-1750) et la théologie (1753-57) à Wilno (aujourd'hui Vilnius). Entre les deux, il enseigne les classes terminales (Grammaire et Poésie) au collège de Kražiai (1750-53). Il est ordonné prêtre en 1756, à Wilno.
Peu après son ordination il est appelé à Rome, où il est secrétaire pour l'Assistance polonaise de la Compagnie de Jésus (1759-1768). Il s'y familiarise avec le gouvernement de la Compagnie. Il revient ensuite dans son pays, où il est nommé recteur du collège de Polotsk (aujourd'hui en Biélorussie), en 1770.

### Suppression de la Compagnie de Jésus
Le bref de Clément XIV supprimant la Compagnie (juillet 1773) ne peut être promulgué dans les maisons jésuites de Russie blanche, car l'impératrice Catherine II, qui n'était pas catholique, l'interdit. Elle ne souhaite pas voir les jésuites quitter les collèges où ils enseignaient. Les quelque 201 jésuites alors dans l'Empire russe poursuivent donc leur travail.
En tant que recteur de la principale communauté et du plus grand collège du pays, à Polotsk, Czerniewicz devient une sorte d'autorité de référence pour le groupe. Se demandant ce qu'il devait faire, il recherche, en 1775, par des contacts indirects, l'approbation des successeurs de Clément XIV à Rome. Pie VI donne à comprendre - verbalement - qu'il n'est pas opposé à la survivance des jésuites en Russie : il encourage discrètement leur travail.

### Survivance et organisation
Assuré de ce soutien le Czerniewicz accueille volontiers, à partir de 1776, des « anciens » jésuites arrivant d'autres pays d'Europe. En 1779, il est autorisé à ouvrir un noviciat à Polotsk pour y recevoir ceux qui demandent leur admission.
Toutes ses décisions ne revêtant aucun caractère officiel, puisqu'il n'a pas d'autorité canonique sur les jésuites, Czerniewicz demanda à l’évêque local, Mgr Siestrzenczowicz, ainsi qu'à Catherine II l'autorisation de convoquer une « Congrégation régionale » pour élire un supérieur majeur pour les jésuites du territoire de l’empire russe. Cela lui est accordé.

### Vicaire général
Cette « congrégation » se réunit en 1782 et le 17 octobre Czerniewicz est élu vicaire général, c’est-à-dire tenant la place du supérieur général des jésuites dont il reçoit toute l'autorité. La nouvelle de cette élection se répand rapidement en Europe occidentale. Encore plus nombreux sont les anciens jésuites qui arrivent en Russie se placer sous l’autorité du Vicaire général Czerniewicz.
L'ouverture du noviciat puis l'élection d'un vicaire général créent de vives tensions diplomatiques entre la Russie et les monarchies catholiques d'Europe. Mais Catherine prend la défense de « ses » jésuites avec l'approbation silencieuse de Pie VI.
Encouragé par la bienveillance discrète mais active du pape, Czerniewicz prépare tranquillement la restauration de la Compagnie, s’assurant de sa fidélité aux constitutions de saint Ignace de Loyola et entretenant une correspondance suivie avec de nombreux jésuites à travers l'Europe qu’il informe des développements en Russie.
Sa bonne connaissance de la mentalité russe l'aide également, ainsi que la Compagnie, à trouver le bon chemin à travers ces temps politiquement très troublés. Il meurt le 7 juillet 1785.